# Шёневайде-Служебная (остановочный пункт)
Шёнева́йде-Служе́бная (нем. Betriebsbahnhof Schöneweide) — остановочный пункт округе Берлина Трептов-Кёпеник в пределах железнодорожной станции Шёневайде.
На платформе останавливаются линии Берлинского S-Bahn S45, S46, S8, S9, S85 и S9.

## Описание
Имеется одна остановочная платформа, проход к которой осуществляется с пешеходного моста через Адлергештелл, соединяющего депо отстоя подвижного состава (с юго-запада) с депо обслуживания (с северо-востока).

## История
Остановочный пункт был открыт в 1927 году для обслуживания работников депо Шёневайде. В 1945 году доступ на платформу был открыт для всех пассажиров.